# Os membraneux
Un os membraneux (ou os dermique) est une structure osseuse issue d'une ossification endoconjonctive sans formation de cartilage comme pour l'os endochondral.
L'os membraneux se forme dans le derme et se développe uniquement par accrétion, la partie externe de l'os est déposée par les ostéoblastes.

## Anatomie humaine
Dans le squelette humain, les os membraneux se retrouvent dans le crâne et forment le desmocrane :
- l'écaille de l’os temporal,
- la portion mastoïdienne de l’os temporal,
- l'écaille de l'os occipital,
- la partie latérale de l'os occipital,
- la grande aile de l'os sphénoïde,
- l'os frontal,
- l'os pariétal.

En dehors du crâne, la clavicule possède une partie d'os membraneux et une partie endochondrale.

## Anatomie comparée
Les os membraneux se retrouvent dans le squelette de tous les vertébrés en particulier dans le toit du crâne ou dans les mâchoires.
Chez les poissons osseux, les branchies et les nageoires sont constituées d'os membraneux.
Chez les reptiles, leur carapace est constituée de ce type d'os.

## Anatomie fonctionnelle
La fonction des os membraneux est souvent protectrice (crânes, carapaces),,. Mais ils peuvent également avoir des fonctions de régulation thermique comme observés chez les crocodiliens ou encore d'équilibrage physico-chimique comme fonction tampon de l'acidose respiratoire provoquée par une apnée prolongée comme observés chez des crocodiliens et des tortues,. Ils renforcent également le groin des suidés tels le sanglier, partie ayant la fonction de fouiller le sol.
Ces deux dernières fonctions reposent sur la mise en place d’un réseau de vaisseaux sanguins au sein ou juste au-dessus des os membraneux.